# Гурістюк Олександр Петрович
Олекса́ндр Петро́вич Гурістю́к (* 2 червня 1959, село Ярошівка Талалаївського району Чернігівської області) — український художник, який нині живе і творить в  Рівному.

## Біографія
Олександр Гурістюк народився в сім'ї військового. Два роки вчився в художній школі, доки не був звідти вигнаний за погану поведінку. Освіта середня.
З 1989 року працює у художніх майстернях при Рівнененській організації Національної спілки художників України.
Учасник обласних та всеукраїнських мистецьких виставок від 1990-х років. Персональні виставки — у Рівному (1990, 1994, 1999, 2000, 2004, 2006, 2007), Луцьку (1996, 1998), Києві (2000, 2001, 2006), Львові (2003), Любліні (Польща, 2004), Пряшеві (Словаччина, 2006). Учасник 2-го Міжнародного мистецького пленеру з нагоди святкування Дня міста Пряшева (Словаччина) 28 травня — 9 червня 2006 року.

## Творчість
Гурістюк створив близько 500 різножанрових й різностилістичних картин. В останні роки фігуративно олійний живопис Олександра тяжіє до наїву. Серед картин художника чимало жіночих портретів.
Жанри: натюрморт, портрет, пейзаж, жанрова композиція.
В 1980-х роках О. Гурістюк бунтує проти системи і „соціального цирку”, що відображається в картинах „Голова сім'ї”, „Крилатий фалос”, „Ніч-коханка”, „Новорічний годинник”, „Свинський стіл”. З кінця 1990-х – художник звертається до фольклорно-етнічної та релігійної тематик. В цьому напрямку працює дотепер.
Реалістичність і філігранність стилю трансформувалися на сучасному етапі в досить вільний за виконанням живописний прийом з підкресленою незавершеністю деталей. Концептуальні засади своєї творчості митець формулює в двох словах „душа і колір”. Пластичне вирішення в стилі примітиву, фактурна поверхня полотен, яскрава кольорова гама, драматизм і гротескність образів – ось засоби, якими художник намагається сформулювати і вирішити можливо найважливішу проблему своєї творчості – магічну таємничість кожного фрагменту реальності.
Основні серії:

«Полісся», «Небилиці», «Христос».
Основні твори:
- «Дід бабу цілує» жанрова композиція (1999 р.);
- «Талалаївське танго» портрет (2000 р.);
- «Дядько з Полісся» портрет (2001 р.);
- «Свято картоплі» жанрова композиція (2004 р.);
- «Дванадцять» жанрова композиція (2005 р.);
- «Поїздок» жанрова композиція (2005 р.).

Твори зберігаються в приватних колекціях України, Польщі, Франції, Німеччини, Португалії, Ізраїлю, Австралії, США, Рівненському обласному краєзнавчому музеї та Острозькому краєзнавчому музеї.

## Виставки

«Свято картоплі» 2005

- „Моїм дорогим рівненчанкам” Рівне, (1990, 1994, 1999, 2000, 2004, 2006)
- Виставка в м.Луцьк (1996, 1998)
- „У полоні темного тла”, Київ, галерея «Ірена» (2000)
- Всеукраїнська художня виставка, присвячена 10 річниці Незалежності України, Київ (2001)
- Всеукраїнська художня виставка, присвячена 15 річниці Незалежності України, Київ (2006)
- Всеукраїнська художня виставка „Мальовнича Україна”, Київ, (2006)
- Всеукраїнська художня виставка 15 років Чорнобиля, Київ, (2001)
- Всеукраїнська художня виставка „Мальовнича Україна”, Львів, (2003)
- „Вузькоколійка. 106 кілометрів Полісся”, Рівне, (2004)
- „Очерет мені був за колиску”, с. Морочне, (2005)
- „Полісся”, Люблін, (Польща, 2004)
- Виставка в м.Пряшів (Словаччина, 2006)
- Відкриття галереї "Зуза", Рівне, (2007)